# Zespół Boerhaavego
Zespół Boerhaavego (zespół Boerhaave'a, ang. Boerhaave's syndrome) – pęknięcie przełyku powodujące silny ból zamostkowy. Zazwyczaj spowodowane jest gwałtownymi wymiotami w przebiegu zaburzeń łaknienia takich jak bulimia, chociaż rzadko może być spowodowane niezwykle gwałtownym kaszlem albo innymi sytuacjami. Następstwami pęknięcia przełyku mogą być odma śródpiersia (pneumomediastinum), zapalenie śródpiersia (mediastinitis) oraz posocznica. 
Jako pierwszy zespół ten opisał holenderski lekarz Hermann Boerhaave w 1723 roku.

## Objawy i przebieg
Typowo zespół występuje przy forsownych wymiotach. Zespół Boerhaavego różni się od zespołu Mallory'ego i Weissa pełnościennym przerwaniem ciągłości przełyku, podczas gdy w zespole Mallory'ego i Weissa pęknięcie dotyczy jedynie błony śluzowej. Zespół Boerhaavego jest tylko jedną z sytuacji, w których dochodzi do perforacji przełyku. Inne to urazy klatki piersiowej albo brzucha, perforacje przełyku Barretta i przyczyny jatrogenne (endoskopia, poszerzanie przełyku, zgłębnikowanie żołądka, skleroterapia żylaków przełyku, zabiegi tamowania krwawień z przewodu pokarmowego).
Klasyczna triada Macklera objawów zespołu Boerhaavego obejmuje:
- gwałtowne wymioty,
- ból klatki piersiowej,
- podskórne rozdęcie (odma podskórna) w dolnej części szyi, występujące po obfitym posiłku połączonym z alkoholem; jednak występuje ona w jedynie połowie przypadków[3]. Najczęstszymi objawami radiologicznymi zespołu Boerhaavego są płyn w jamie opłucnej (91%) i odma opłucnowa (80%). Pierwszymi objawami widocznymi na zdjęciu przeglądowym klatki piersiowej mogą być odma śródpiersia lub odma podskórna. Do 12% pacjentów ze spontaniczną perforacją przełyku nie prezentuje objawów radiologicznych. Zdjęcie radiologiczne przełyku ze wzmocnieniem kontrastowym pozwala postawić właściwe rozpoznanie w 75% do 85% przypadków[3].

## Patofizjologia
Pęknięcie przełyku w zespole Boerhaavego jest przypuszczalnie rezultatem gwałtownego wzrostu ciśnienia w przełyku spowodowanego wymiotami, spowodowanego rozkojarzeniem nerwowomięśniowym i brakiem rozkurczu mięśnia pierścienno-gardłowego. Zespół często jest następstwem obfitego posiłku i (lub) nadmiernego spożycia alkoholu. Najczęstszym miejscem pęknięcia przełyku jest lewa tylno-boczna ściana dolnej trzeciej części przełyku, 2–3 cm od wpustu żołądka.

## Różnicowanie
Diagnostyka różnicowa zespołu Boerhaavego obejmuje między innymi ostry zespół wieńcowy i rozwarstwienie aorty.

## Leczenie
Leczenie zespołu Boerhaavego obejmuje wdrożenie antybiotykoterapii w celu zapobieżenia zapaleniu śródpiersia i posocznicy; chirurgiczne zespolenie perforacji i dożylne uzupełnienie płynów.

## Rokowanie
Rokowanie zależy od szybkości podjęcia leczenia i diagnozy. Pacjenci, którzy zostaną zdiagnozowani i podejmie się u nich leczenie chirurgiczne w ciągu 24 godzin od wystąpienia objawów mają 75% szans na przeżycie.